# Apomecynoides linavuorii
Apomecynoides linavuorii is een keversoort uit de familie van de boktorren (Cerambycidae). De wetenschappelijke naam van de soort werd voor het eerst geldig gepubliceerd in 2011 door Teocchi, Sudre & Jiroux.